# Francisco González Galán
Francisco González Galán   (la Corunya, 14 de febrer de 1897 - la Corunya, 9 de febrer de 1976), conegut com a Paco González, fou un futbolista gallec de la dècada de 1920 i entrenador.
Jugava com a interior dret o davanter centre. Començà la seva carrera al Deportivo de La Coruña (1917-19), passant a continuació pel Reial Madrid (1919-1922).
Jugà dues temporades al RCD Espanyol entre 1922 i 1924. A continuació marxà a l'Elx CF i novament al Madrid.
També destacà en la tasca d'entrenador. Dirigí Elx CF (1924-25 i 1933-34), Deportivo La Corunya (1929-30), Real Zaragoza (1934-35), Racing de Santander (1935-36) i UD. Salamanca (1943-44) entre d'altres.